# Messerangriff in Dresden am 4. Oktober 2020

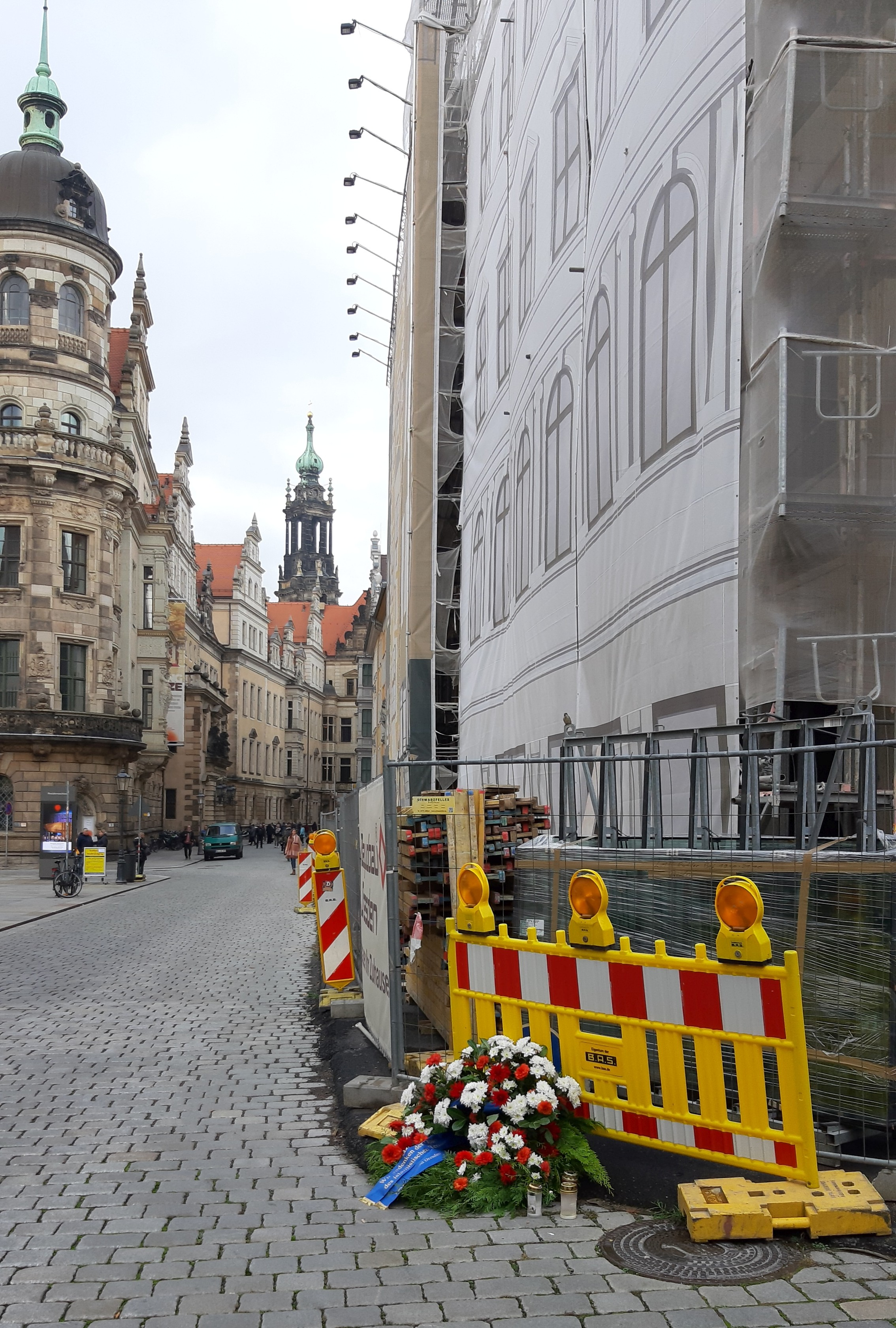
Gedenk-Kranz am Tatort des Messerangriffs in Dresden

Der Messerangriff in Dresden am 4. Oktober 2020 ist ein islamistisch und homophob motiviertes Verbrechen, bei dem in Dresden eine Person, Thomas L., getötet und eine weitere, Oliver L., lebensgefährlich und schwer verletzt wurde. Als Tatverdächtiger wurde am 21. Oktober 2020 der als Gefährder eingestufte Syrer Abdullah Al Haj Hasan festgenommen. Wegen des vermuteten politisch-extremistischen Hintergrunds zog der Generalbundesanwalt beim Bundesgerichtshof das weitere Verfahren an sich. Im Februar 2021 wurde gegen den Verdächtigen Anklage wegen Mordes, versuchten Mordes und gefährlicher Körperverletzung erhoben. Der Täter wurde am 21. Mai 2021 vom Oberlandesgericht Dresden zu einer lebenslangen Freiheitsstrafe verurteilt und die besondere Schwere der Schuld festgestellt. Zudem wurde die Anordnung von Sicherungsverwahrung im Urteil vorbehalten. Das Gericht sah das Mordmerkmal der Heimtücke und der niedrigen Beweggründe als erfüllt an. Der Täter islamistischer Gesinnung wollte aus seiner Sicht „Ungläubige“ töten und so für die Sache Gottes streiten. Er habe zudem Thomas und Oliver L. als homosexuell identifiziert. Der Bundesgerichtshof hat die Revision am 12. Januar 2022 als unbegründet verworfen.

## Beteiligte

### Opfer
Die beiden männlichen Opfer, Thomas L. und Oliver L., waren zwei Touristen aus Nordrhein-Westfalen, die seit siebeneinhalb Jahren als homosexuelles Paar lebten, eingetragene Lebenspartner waren und eine mehrtägige Städtereise verbrachten.:53 Der 55-Jährige Thomas L. aus Krefeld erlag seinen Verletzungen im Krankenhaus. Sein 53-jähriger Lebensgefährte Oliver L. aus Köln wurde ebenfalls lebensgefährlich und schwer verletzt, überlebte den Angriff jedoch.

### Täter
Als mutmaßlichen Täter identifizierte die Polizei den zur Tatzeit 20-jährigen in Syrien geborenen Abdullah Al Haj Hasan. Er wuchs als drittes von insgesamt neun Kindern in ärmlichen Verhältnissen auf.:1 Die Schule besuchte er bis zum Ende der fünften Klasse.:2 Dann begann der syrische Bürgerkrieg. Er reiste aus der Türkei über das Mittelmeer, Griechenland und die Balkanroute nach Deutschland an, wo er im Herbst 2015 eintraf.:8 Nach Stellung eines Asylantrags lebte er in einem Asylbewerberwohnheim in Dresden-Pappritz, zuletzt mit einer Duldung. Am 31. August 2017 stufte das Landeskriminalamt Sachsen Haj Hasan als sogenannten Gefährder im Bereich des Islamismus ein. Im September 2018 begann gegen Haj Hasan vor dem Oberlandesgericht Dresden ein Prozess wegen Anleitung zur Begehung einer schweren staatsgefährdenden Gewalttat, Mitgliederwerbung für den „Islamischen Staat“, Körperverletzung, Bedrohung, Sachbeschädigung, Hausfriedensbruch und Erschleichen von Leistungen. Aufgrund dieser Delikte verurteilte ihn das Gericht zu einer Jugendstrafe von zwei Jahren und neun Monaten. Das Gericht stellte fest, dass Abdullah Al Haj Hasan Anhänger des „Islamischen Staates“ sei und „in groben Umrissen“ einen Anschlag in Dresden geplant habe.
Am 9. Dezember 2019 erfolgte durch das Amtsgericht Leipzig wegen zweier Vorfälle in Haft eine weitere Verurteilung wegen tätlichen Angriffs auf Vollstreckungsbeamte sowie Körperverletzung, so dass sich die Strafe auf insgesamt drei Jahre und einen Monat erhöhte. Die gegen ihn verhängte Strafe musste Haj Hasan vollständig verbüßen und wurde am 29. September 2020 aus der Jugendstrafvollzugsanstalt Regis-Breitingen entlassen.
Da das Amtsgericht Borna Führungsaufsicht angeordnet hatte, war Abdullah Al Haj Hasan verpflichtet, sich drei Mal pro Woche auf dem Polizeirevier Dresden-Mitte zu melden. Dieser Auflage kam Haj Hasan um 10 Uhr auch am Tattag, dem 4. Oktober 2020, nach. Am 2., 3. und 4. Oktober 2020 wurde Haj Hasan zeitweise durch das Landesamt für Verfassungsschutz Sachsen observiert. Die ihm zur Last gelegte Tat ereignete sich fünf Tage nach seiner Haftentlassung. Am Tag nach der Tat „hat er sich aus eigenem Antrieb bei unserem Kollegen gemeldet, dass die Beratungsarbeit mit uns jetzt beginnen kann. Er war vollkommen ruhig und gelassen“, berichtet Thomas Mücke, Geschäftsführer des Violence Prevention Network.

## Tat und Ermittlungen
Die Tat ereignete sich um 21:26 Uhr des 4. Oktober 2020 in der Dresdener Altstadt. Abdullah Al Haj Hasan kaufte sich zuvor am 2. Oktober 2020 ein zwei- und ein dreiteiliges Messerset in der Filiale einer Warenhauskette, um damit möglichst viele Ungläubige zu töten.:50 Zur Tat verwendete er die jeweils größten Messer der Sets, ein 21 cm langes mit Stahlklinge und Holzgriff sowie ein 14 cm langes mit grau-schwarzem Kunststoffgriff.:52 Er wurde auf seine späteren Opfer, Thomas L. und Oliver L., aufmerksam, verfolgte und überholte sie und blieb stehen, um sie zu beobachten und ließ sie wieder passieren. Thomas L. und Oliver L. bemerkten Abdullah Al Haj Hasan jedoch nicht, versahen sich keines Angriffs und waren daher völlig arg- und wehrlos. Der Täter näherte sich von hinten schnellen Schrittes und rammte beiden nebeneinander gehenden Personen nahezu zeitgleich je ein Messer in den Rücken. Das größere Messer durchdrang den Körper des 55-Jährigen Krefelders Thomas L. fast vollständig und er fiel zu Boden. Der Holzgriff brach ab. Er konnte sich nochmal an einem Zaun aufrichten, wenige Meter gehen, fiel dann auf die Knie und blieb auf dem Bauch liegen,:57 Die massive Stichverletzung führte zu einem Verblutungsschock, woraufhin Thomas L. um 22:40 Uhr verstarb.:61 In den Körper des 53-jährige Kölners Oliver L. drang das andere, kleinere Messer etwa 10 cm tief ein. Eine knöcherne Begrenzung verhinderte das Eindringen in die Bauchhöhle und damit noch schwerere Verletzungen.:56 Dennoch war der mit starker Wucht geführte Stich lebensgefährlich. Er führte zu einer arteriellen Blutung nach außen und einer Blutung in die Bauchhöhle. Auch der Kölner fiel zu Boden, lag auf dem Rücken, schrie um Hilfe und strampelte wild mit den Beinen. Abdullah Al Haj Hasan beugte sich über ihn, um ihn mit dem Messer, das er aus dem Rücken gezogen hatte, weiter tödlich zu verletzen. Dabei fügte er ihm weitere Verletzungen zu und durchtrennte unter anderem einen Nerv.:58 Aufgrund der Schreie von Oliver L. ließ der Täter von seinen Opfern ab und entschloss sich zur Flucht. Vor der Tat hatte er unkonkret erwogen, am Tatort zu verbleiben und sich von der Polizei erschießen zu lassen.:59 Die Hilfeleistung einer Augenzeugin, der Einsatz rasch eintreffender Rettungskräfte sowie die intensivmedizinische Behandlung retteten Oliver L. das Leben. Ein Bein blieb unterhalb des Knies jedoch aufgrund der Nervendurchtrennung taub.:61
Die Tat ereignete sich im Bereich der Schloßstraße. Die Polizei gründete zur Aufklärung der Tat im Anschluss eine mit 29 Beamten besetzte Mordkommission. Durch deren Ermittlungen ergab sich aufgrund von Spurenauswertungen ein Tatverdacht gegen Abdullah Al Haj Hasan. Dieser wurde am Abend des 20. Oktobers 2020 um 20:30 Uhr durch ein Spezialeinsatzkommando der Polizei festgenommen. Dabei führte er in seinem Rucksack ein weiteres, 20 cm langes Messer mit. Er war wieder auf der Suche nach einem Opfer.:64
Ein Richter erließ gegen ihn einen Tag später Haftbefehl wegen Mordes, versuchten Mordes sowie gefährlicher Körperverletzung. Die weiteren Ermittlungen übernahm der Generalbundesanwalt.
In der Untersuchungshaft äußerte Abdullah Al Haj Hasan, er habe lediglich insoweit einen Fehler begangen, dass er sich nicht vom sogenannten Islamischen Staat habe vor der Tat beraten lassen, diesem nicht die Treue geschworen und sich vor der Tat nicht ausreichend bewaffnet habe.:65 Während der Hauptverhandlung äußerte er sich weder zur Person noch zur Sache.:66
Dem Bundesnachrichtendienst (BND) soll durch einen ausländischen Nachrichtendienst im August 2019 mitgeteilt worden sein, Abdullah Al Haj Hasan könne etwas planen. Bereits 2018 soll es eine fast gleichlautende Meldung gegeben haben, sodass nachgefragt worden sein soll, ob es sich nicht um ein Versehen handeln könnte. Diese Anfrage sei jedoch unbeantwortet geblieben.

### Motiv
Abdullah Al Haj Hasan handelte aus islamistischen und homophoben Motiven. Ihm erschienen seine Opfer aufgrund ihrer Homosexualität als geeignetes Ziel.:53 Homosexuelle sah er als Menschen an, die man töten dürfe, weil sie aus seiner Sicht anders seien, als Gott dies vorgesehen habe, und man sie deshalb bekämpfen müsse.:46 Das Motiv entspricht auch seiner aus Gesprächen in der Haft zutage getretenen Haltung gegenüber Homosexualität.:129 Er hat den Opfern ihr Lebensrecht abgesprochen, nicht nur als Ungläubigen, sondern habe sich zur Tat auch aufgrund ihrer Homosexualität entschlossen.:170
Jörg Litwinschuh-Barthel, damals geschäftsführender Vorstand der Bundesstiftung Magnus Hirschfeld, kritisierte, dass nach der Tat das Tatmotiv Queerfeindlichkeit nicht deutlich genug genannt worden sei. Laut ihm wäre dies bei jüdischen oder schwarzen Personen nicht passiert.

## Reaktionen
Die Tat wurde von Politikern einhellig verurteilt. Der damalige Grünen-Vorsitzende Robert Habeck forderte ein konsequentes Vorgehen gegen Gewalt, Hass und Menschenverachtung.
Der CDU-Politiker Friedrich Merz äußerte gegenüber dem Nachrichtenmagazin Der Spiegel: „Warum ist dieser islamistische Syrer nach Verbüßung seiner Haftstrafe nicht in Sicherungsverwahrung genommen oder abgeschoben worden?“ Auch aus der FDP kam Kritik. So bemängelte der FDP-Fraktionsvize im Bundestag Michael Theurer, „dass die sächsischen Sicherheitsbehörden den Gefährder nicht besser überwacht haben“. Der sächsische AfD-Fraktionsvorsitzende Jörg Urban fordert für den Fall, dass sich die Vorwürfe bestätigen sollten, ein „hartes Urteil mit anschließender Abschiebung“. Die Innenminister von Sachsen und Bayern, Roland Wöller (CDU) und Joachim Herrmann (CSU), regten ein Ende des Abschiebestopps nach Syrien an.
Sascha Lobo stellt in seiner Kolumne im Spiegel die Diagnose: „Die deutsche Linke – und auch die Liberalen und Bürgerlichen – haben zweifellos versäumt, eine nichtrassistische Islamismuskritik zu entwickeln.“ Und ferner: „Auf einen rechtsextremen Mord folgt linke Empörung, auf einen islamistischen Mord folgt eine stille, linke Zerknirschtheit, wie man sie Erdbebenopfern entgegenbringt. Manchmal sogar ergänzt durch Relativierungen.“
Am 29. Dezember 2023 äußerte sich Oliver L. erstmals öffentlich in einem Interview mit dem Weißen Ring. Dabei kritisierte er die Darstellung der Tat als homophob, was durch eine Stellungnahme des Lesben- und Schwulenverbandes in Deutschland beeinflusst worden war. Nach Ansicht von Oliver L. handelte der Täter aus Hass auf die westliche Gesellschaft. Er sähe sich als Zufallsopfer, da der Täter bereits vorher andere nichthomosexuelle Personen im Visier gehabt habe. Er spricht sich gegen ein geplantes Mahnmal für die Opfer von homophob und transphob motivierter Gewalt in Dresden aus. Stattdessen wünscht er sich ein Mahnmal gegen islamistischen Terrorismus.